# Mariana Suman
Mariana Suman (Rumania, 29 de julio de 1951) fue una atleta rumana especializada en la prueba de 800 m, en la que consiguió ser medallista de bronce europea en 1974.

## Carrera deportiva
En el Campeonato Europeo de Atletismo de 1974 ganó la medalla de bronce en los 800 metros, corriéndolos en un tiempo de 1:59.84 segundos, llegando a meta tras la búlgara Lilyana Tomova que con 1:58.14 s batió el récord de los campeonatos, y la alemana Gunhild Hoffmeister (plata).